# Yolanda Ortiz (saltadora)
Yolanda Ortiz Espinosa (26 de octubre de 1978) es una deportista cubana que compitió en saltos de plataforma. Ganó una medalla de bronce en los Juegos Panamericanos de 2003, en la prueba de sincronizada.

## Palmarés internacional
| Juegos Panamericanos | Juegos Panamericanos            | Juegos Panamericanos | Juegos Panamericanos   |
| Año                  | Lugar                           | Medalla              | Prueba                 |
| -------------------- | ------------------------------- | -------------------- | ---------------------- |
| 2003                 | Santo Domingo (Rep. Dominicana) | Medalla de bronce    | Plataforma 10 m sincro |